# Obousměrné zpoždění
Obousměrné zpoždění (anglicky round-trip delay time, RTD nebo round-trip time, RTT) v telekomunikacích je doba, která uplyne od vyslání signálu z jedné komunikující stanice na druhou po návrat potvrzení zpátky na první stanici.
- V případě počítačových sítí je signálem obvykle paket a obousměrné zpoždění se také označuje jako doba odezvy na ping. Uživatel Internetu může určit obousměrné zpoždění pomocí příkazu ping.

- V případě kosmických letů je obousměrné zpoždění doba šíření elektromagnetických vln z jednoho tělesa k druhému a zpět. Jedním z těles je obvykle místo na Zemi. Zatímco u kosmických lodí a družic obíhajících kolem Země je obousměrné zpoždění zlomek sekundy, při letu na Měsíc sekundy, u kosmických sond může být desítky minut i více.

U síťových spojů, které mají velkou přenosovou kapacitu a velké obousměrné zpoždění, může být v každém okamžiku velké množství dat (rovné součinu přenosové rychlosti a zpoždění) „na cestě“. Takové linky nazývané anglicky long fat pipes vyžadují speciálně navržené protokoly. Příkladem je volba pro škálování TCP okénka.
Pro odhad obousměrného zpoždění se v TCP původně používal vzorec:
RTT = (α · Old_RTT) + ((1 − α) · New_Round_Trip_Sample)
Kde α je konstantní váhový faktor (0 ≤ α < 1). Volba hodnoty α blízké číslu 1 způsobuje, že vážený průměr je imunní k rychlým změnám obousměrného zpoždění (pokud například došlo k velkému zpoždění posledního segmentu). Volba hodnoty α blízké číslu 0 způsobuje, že vážený průměr velmi rychle reaguje na změny zpoždění.
Tento vzorec upravuje Jacobsonův-Karelsův algoritmus pro předcházení zahlcení, který bere v úvahu také směrodatnou odchylku.
Vypočítané RTT se při příštím výpočtu použije jako Old_RTT.
 Příklady :
- Obousměrné zpoždění 200 ms při spojení pomocí UDP-based Data Transfer Protocol (založeném na UDP) odpovídá vzdálenosti asi 20 tisíc kilometrů[2].